# Ranulph de Gernon
Ranulph de Gernon, IV conte di Chester (Guernon, 1099 – Cheshire, 16 dicembre 1153), ereditò il titolo di conte di Chester dal padre Ranuph il Meschino. Ranulph de Gernon prende il proprio cognome dal luogo di nascita, il castello di Guernon nella regione del Calvados.

## Biografia
Ranulph nasce attorno alla fine dell'XI secolo da Ranulph il Meschino, III conte di Chester e da Lucia di Bolingbroke (morta nel 1138 circa), in giovane età sposa Matilde di Gloucester (morta il 29 luglio 1199) (nipote di Enrico I d'Inghilterra da parte del padre Roberto di Gloucester suo figlio illegittimo) ereditando da lei, nel 1128 il contado di Gloucester. 
Un conflitto scoppiato nel 1136 fra Stefano I d'Inghilterra e Davide I di Scozia portò alla sconfitta dei secondi e la tregua fu sancita con un accordo che rinegoziava i confini scozzesi e inglesi. Quest'accordo fu svantaggioso per Ranulph che si vide sottrarre delle terre a vantaggio degli scozzesi, vedendo che le proprie proteste non sortivano effetto lasciò la corte del re. 
In quello stesso momento Matilde d'Inghilterra puntava a contrastare il cugino Stefano d'Inghilterra con il supporto del fratellastro Roberto di Gloucester (suocero di Ranulph). Ranulph decise quindi di appoggiare la loro causa e con il proprio fratellastro conquistò con l'inganno il castello di Lincoln. L'azione ebbe, almeno per loro due, un buon tornaconto; il re scese a patti e concesse a Ranulph il comando militare ed amministrativo di Lincoln e Derby. Tuttavia la sua amministrazione non fu saggia e ben presto il re dovette accorrere in aiuto dei sudditi che reclamavano a gran voce il suo intervento, nel gennaio 1141 Stefano d'Inghilterra arrivò a Lincoln e in breve riprese possesso del castello. Ranulph tuttavia era già fuggito lasciando dietro di sé la moglie così che suo suocero ebbe un buon motivo per accordargli il proprio aiuto, in cambio, però, di una più fattiva partecipazione alla causa di Matilde d'Inghilterra cui dovette giurare fedeltà. Roberto di Gloucester non tardò ad andare in soccorso della figlia, le sue forze, superiori a quelle del re, ebbero la meglio e mentre loro erano impegnati a combattere Ranulph si diresse verso il castello di Richmond, che conquistò traendo in catene il conte di Richmond che venne torturato fino a che non gli si arrese rendendogli omaggio. 
Intanto Matilde d'Inghilterra aveva conquistato il trono, ma non il regno e in una delle battaglie che seguirono Roberto di Gloucester venne catturato, l'anno seguente venne poi rilasciato, ma intanto il suo sfuggente genero era fuggito un'altra volta riparando a Chester. La controversia reale intanto aveva subito un nuovo mutamento e Stefano era tornato ad insediarsi sul trono.
Nel 1145-1146 tuttavia il vento cambiò, Davide I di Scozia si era alleato con Matilde d'Inghilterra e questo dava a Ranulph un buon motivo per cambiare casacca, capì infatti, che, alleandosi con Stefano I d'Inghilterra avrebbe potuto combattere contro il monarca scozzese e sperare di riconquistare parte delle terre perdute. Se il re sembrava aver ben accolto il conte, dello stesso parere non erano gli altri nobili che erano estremamente malfidenti nei suoi confronti. L'alleanza però non era destinata a durare, quando Ranulph chiese aiuto al re perché lo appoggiasse in una spedizione in Galles questi acconsentì a patto che il conte restituisse tutti gli ostaggi e le terre che si era preso in quegli anni, come prevedibile Ranulph rifiutò e venne arrestato, cedendo solo nell'estate del 1146 quando venne anche costretto a giurare di non sollevarsi mai più contro il re. La lealtà di Ranulph ebbe breve durata, marciò di nuovo su Lincoln assalendolo con furia, venne battuto ancora, ma di nuovo non fu lui ad essere catturato, brensì altri suoi sodali, Ranulph infatti fuggì di nuovo riparando a Coventry. 
Nel 1149 Ranulph trovò un nuovo modo per disporre delle terre che desiderava, chiese aiuto a colui cui erano state concesse; il re di Scozia. Con Davide I di Scozia trovò un accordo, se rinunciava ai propri antichi domini il monarca si impegnava ad aiutarlo nel conquistare quelli perduti in Inghilterra, in più Ranulph dovette accordare il proprio aiuto a Enrico II d'Inghilterra nel conquistare York. L'accordo fu presto fatto e gli attacchi vennero condotti simultaneamente, Lincoln venne conquistata e il suo aiuto fu provvidenziale nel salvare il giovane principe da un'imboscata di Eustachio IV di Boulogne. Nel 1153 quando Enrico salì al trono accordò a Ranulph nuove terre, tuttavia la sua vita ormai volgeva al termine, attorno a Natale, mentre era ospite di Guglielmo Peverel il Giovane venne avvelenato e morì dopo diversi giorni di agonia.